# Turdoides fulva
El turdoide rojizo (Turdoides fulva) es una especie de ave paseriforme de la familia Leiothrichidae endémica del  norte de África.

## Descripción
El turdoide rojizo mide unos 25 cm de largo y tiene una envergadura alar de entre 27 y 30,5 cm. Sus partes superiores son de color canela, con un leve veteado en la espalda y píleo. Su garganta es blanquecina y sus partes inferiores son anteadas.

## Distribución y hábitat
Se encuentra en el norte de África, desde el Mediterráneo hasta el Sahel. Su hábitat natural son las zonas de matorral subtropical.